# 스윙 타임
《스윙 타임》(Swimg Time) 은 1936년 제작된 프레드 아스테어와 진저 로저스 출연의 뮤지컬 코미디 영화이다. 조지 스티븐스가 감독을 맡았으며 당시 RKO에서 제작을 담당한 판드로 S. 버만이 제작을 담당하였다.
아스테어와 로저스가 같이 나온 영화 중에 가장 뛰어난 영화로 평가받으며 1999년에 엔터테인먼트 위클리 선정 100대 영화에 선정되었으며 2007년에 미국 영화 연구소 선정 100대 영화에 선정되었다. 아카데미상은 주제가상을 수상하였다.

## 줄거리
도박꾼이자 댄서인 존 "럭키" 가넷은 마거릿 왓슨과 결혼할 준비를 한다. 럭키가 은퇴하는 것을 원치 않는 그의 댄스팀 동료들은 고의적으로 이 이벤트를 망친다. "팝" 카데티는 럭키의 바지를 수선하기 위해 소매를 꿰매고, 다른 사람들은 주사위 게임을 시작한다. 재단사가 바지 수선을 거부하자 팝은 수선되지 않은 바지를 가지고 돌아온다. 마거릿의 아버지는 모두를 집으로 돌려보냈다고 전화하지만, 전화는 가로채진다. 럭키가 마침내 결혼식에 가려고 할 때, 그의 단원들은 그가 결혼하지 못할 것이라고 전 재산을 걸고 내기를 한다. 럭키는 200달러를 "벌고 있었다"고 말하여 마거릿의 아버지를 달랜다. 왓슨 판사는 럭키에게 그의 선의를 증명하기 위해 25,000달러를 벌어야 한다고 말한다.
기차역에서 럭키의 댄스팀은 그가 결혼하지 않았기 때문에 그의 행운의 쿼터 주화를 제외하고 모든 돈을 가져간다. 팝과 럭키는 뉴욕으로 가는 첫 번째 화물 열차에 탑승한다. 럭키는 팝을 위해 담배를 사려고 그의 행운의 쿼터 주화의 잔돈을 요구할 때 페니를 만난다. 담배 자판기에서 동전이 쏟아져 나오자, 그들은 페니를 따라가서 쿼터 주화를 다시 사겠다고 제안하지만, 페니는 그들과 상대할 기분이 아니다. 팝은 페니가 물건을 떨어뜨렸을 때 그녀의 지갑에서 몰래 쿼터 주화를 꺼내지만, 페니는 럭키가 그랬다고 생각한다. 럭키는 댄스 학원 강사로 일하는 페니를 따라가겠다고 주장한다. 그는 사과의 의미로 그녀의 학원에서 춤 레슨을 받는다. 재앙적인 레슨("Pick Yourself Up") 후에 페니는 그에게 "돈을 아끼라"고 말한다. 그녀의 상사인 고든 씨는 이 말을 엿듣고 그녀를 해고한다. 그는 또한 팝이 그녀의 샌드위치를 먹었다고 불평하는 메이블 앤더슨도 해고한다. 럭키는 페니가 자신에게 얼마나 많이 가르쳤는지를 증명하기 위해 그녀와 춤을 춘다. 고든은 페니에게 직장을 돌려주고, 실버 샌달 나이트클럽 주인과의 오디션을 잡아준다.
럭키와 팝은 페니와 메이블이 사는 호텔에 체크인한다. 럭키는 스트립 피케 게임으로 오디션용 턱시도를 얻는 데 실패한다. 그들은 오디션을 놓치고, 페니는 다시 럭키에게 화를 낸다. 그와 팝은 일주일 동안 페니의 아파트 문 앞에서 피켓 시위를 한다. 메이블이 개입하고, 페니는 그를 용서하며 두 번째 오디션에 동의한다. 실버 샌달에서 페니와 결혼하고 싶어 하는 밴드 리더 리카르도 로메로는 그들을 위해 연주하는 것을 거부한다. 클럽 주인은 클럽 레이몬드와의 내기에서 로메로의 계약을 잃었기 때문에 그를 강제할 수 없다. 카지노에서 팝은 럭키에게 마거릿과 결혼할 만큼 충분한 돈을 따려고 한다고 경고한다. 그는 테이블에서 자신의 베팅을 철회한다. 클럽 주인은 카드 자르기 게임에 리카르도의 계약을 건다. 레이몬드가 속일 의도임을 본 팝도 속임수를 쓰고, 럭키는 계약을 따낸다.
럭키와 페니는 댄스 파트너이지만, 그는 그녀를 혼자 만나는 것을 피한다. 그는 마거릿에 대해 그녀에게 말할 용기가 없다. 메이블은 시골 여행을 계획한다. 럭키는 눈 덮인 가제보에서 몸을 기대고 싶은 유혹에 저항하며 "A Fine Romance"를 불러일으킨다. 팝은 마거릿에 대한 진실을 흘린다. 리모델링된 실버 샌달에서 페니는 리카르도의 또 다른 프러포즈를 거절한다. 메이블은 그녀에게 럭키에게 "커다란 키스"를 하라고 부추긴다. 그들은 탈의실 문 뒤에서 키스한다. 팝은 그의 손기술이 레이몬드에게 알려지게 하고, 레이몬드는 계약을 두고 럭키와 경쟁하겠다고 주장한다. 그는 진다. 마거릿이 도착하고, 럭키는 그녀에게 다음날 만나자고 한다. 럭키가 우유부단한 동안, 페니는 상심한다. 럭키는 황량한 클럽에서 그녀를 찾아내고, 그녀가 리카르도와 결혼하기로 동의했음을 알게 된다. 미래에 대해 묻자, 그는 "Never Gonna Dance"를 부르며 대화 없이 "The Way You Look Tonight"에 맞춰 춤을 춘다.
다음날, 마거릿은 럭키에게 다른 사람과 결혼하고 싶다고 말한다. 팝이 리카르도와 페니가 그날 오후에 결혼할 것이라고 발표할 때까지 모두 웃는다. 그들은 서둘러 개입하고 바지 개그를 성공시킨다. 존재하지 않는 수선을 기다리는 동안, 리카르도는 헐렁한 바지를 겨우 유지하려고 애쓴다. 전염성 있는 웃음이 터지자 페니는 결혼을 취소하고, 럭키에게 유혹되어 버린다.

## 캐스팅
- 프레드 아스테어 - 존 럭키 가넷
- 진저 로저스 - 페넬로프 "페니" 캐롤
- 빅터 무어 - 팝
- 헬렌 브로데릭 - 메이블
- 베티 퍼네스 - 마가렛 왓슨
- 조지 맥타사 - 리카르도 로메로
- 에릭 블로어 - 고든
- 랜더스 스티븐스 - 저지 왓슨 (조지 스티븐스의 부친)

## 수상

### 제9회 아카데미상

#### 수상
- 주제가상 - 제롬 켄

### 미국 영화 연구소선정
- AFI 선정 100대 임무 영화 - 30위
- AFI 선정 100대 영화 음악
  - The Way You Look Tonight - 43위
- AFI 선정 100대 영화 (재선정) - 90위

## 에피소드
- 빅터 무어가 연기한 역 중 중간에 경찰에게 불리한 대우를 받자 자동차 경적 소리로 욕설을 대신하는데 이 장면은 《이지 라이더》같은 영화에서도 활용되었다.[1]